# Rosenburg-Mold
Rosenburg-Mold est une commune autrichienne du district de Horn en Basse-Autriche.

## Histoire
Une épidémie de choléra s'est produite en 1866, conduisant à la création du cimetière du choléra de Maria Dreieichen.

## Culture
Chaque année se tient le Sommernachtskomödie Rosenburg (jusqu'en 2014, Shakespeare auf der Rosenburg), un festival de théâtre qui se déroule dans l'enceinte du château de Rosenburg (de).